# Solanum wallacei
Solanum wallacei är en potatisväxtart som först beskrevs av Asa Gray, och fick sitt nu gällande namn av Samuel Bonsall Parish. Solanum wallacei ingår i släktet skattor som ingår i familjen potatisväxter. Inga underarter finns listade i Catalogue of Life.

## Bildgalleri

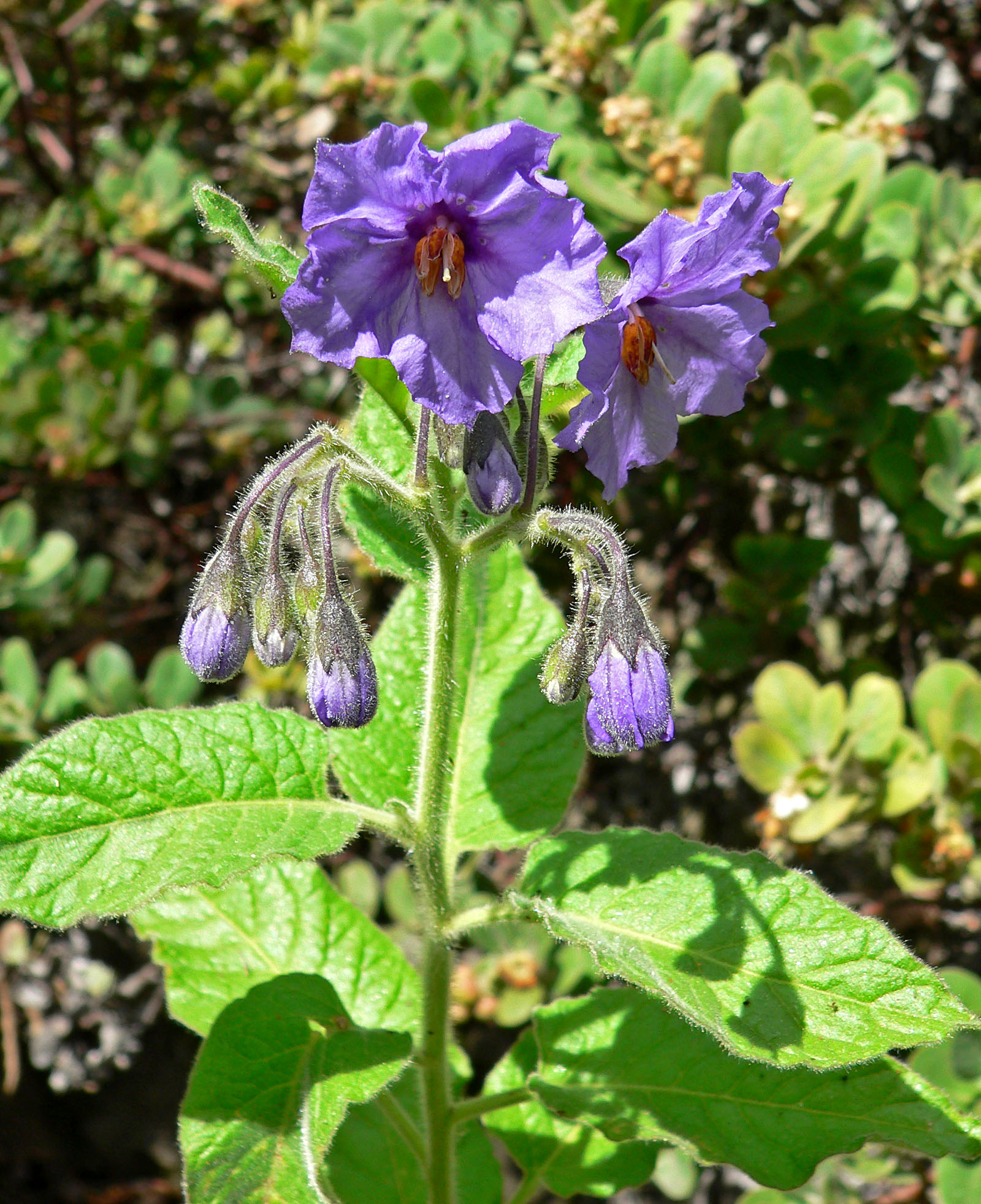
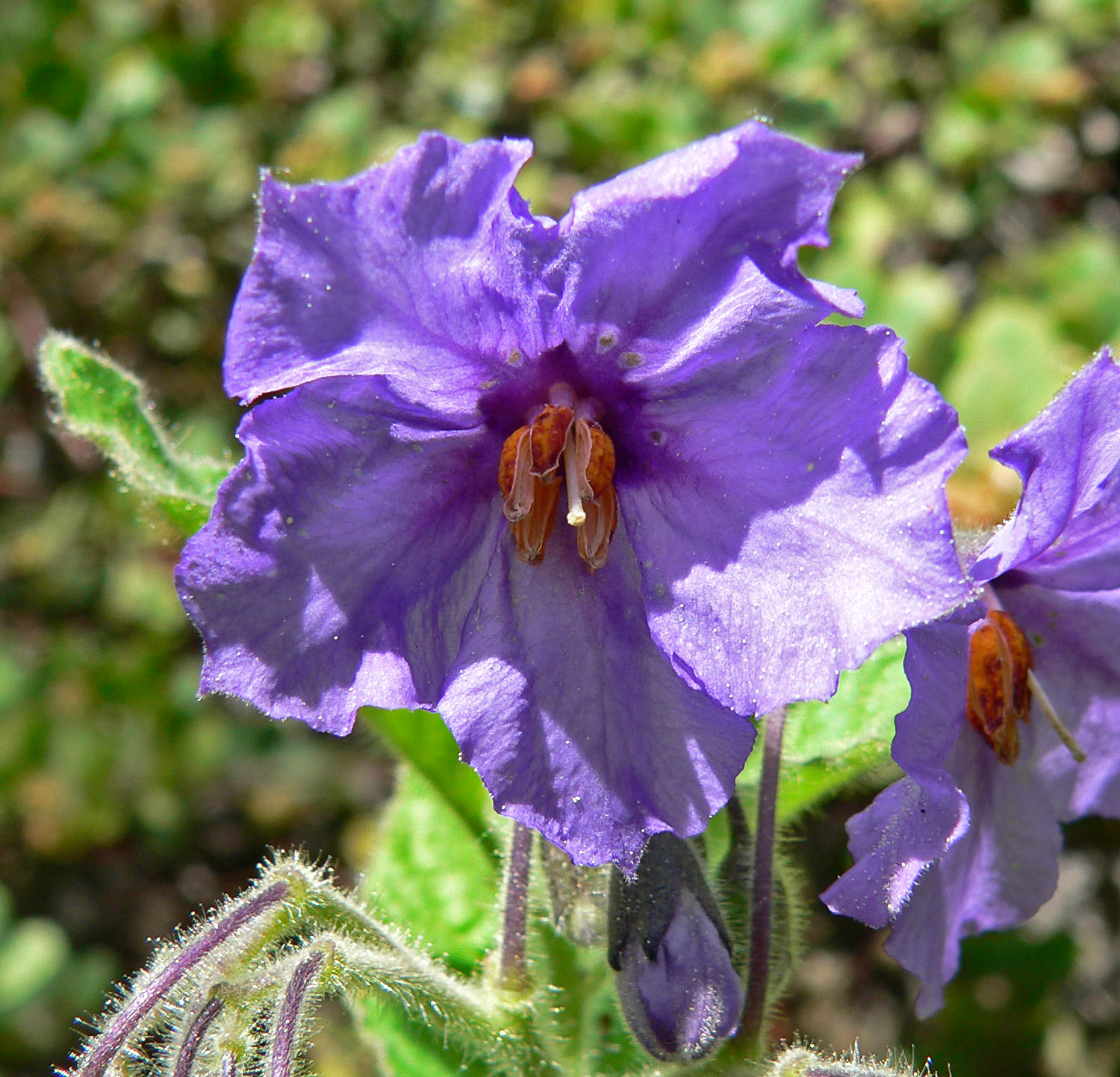
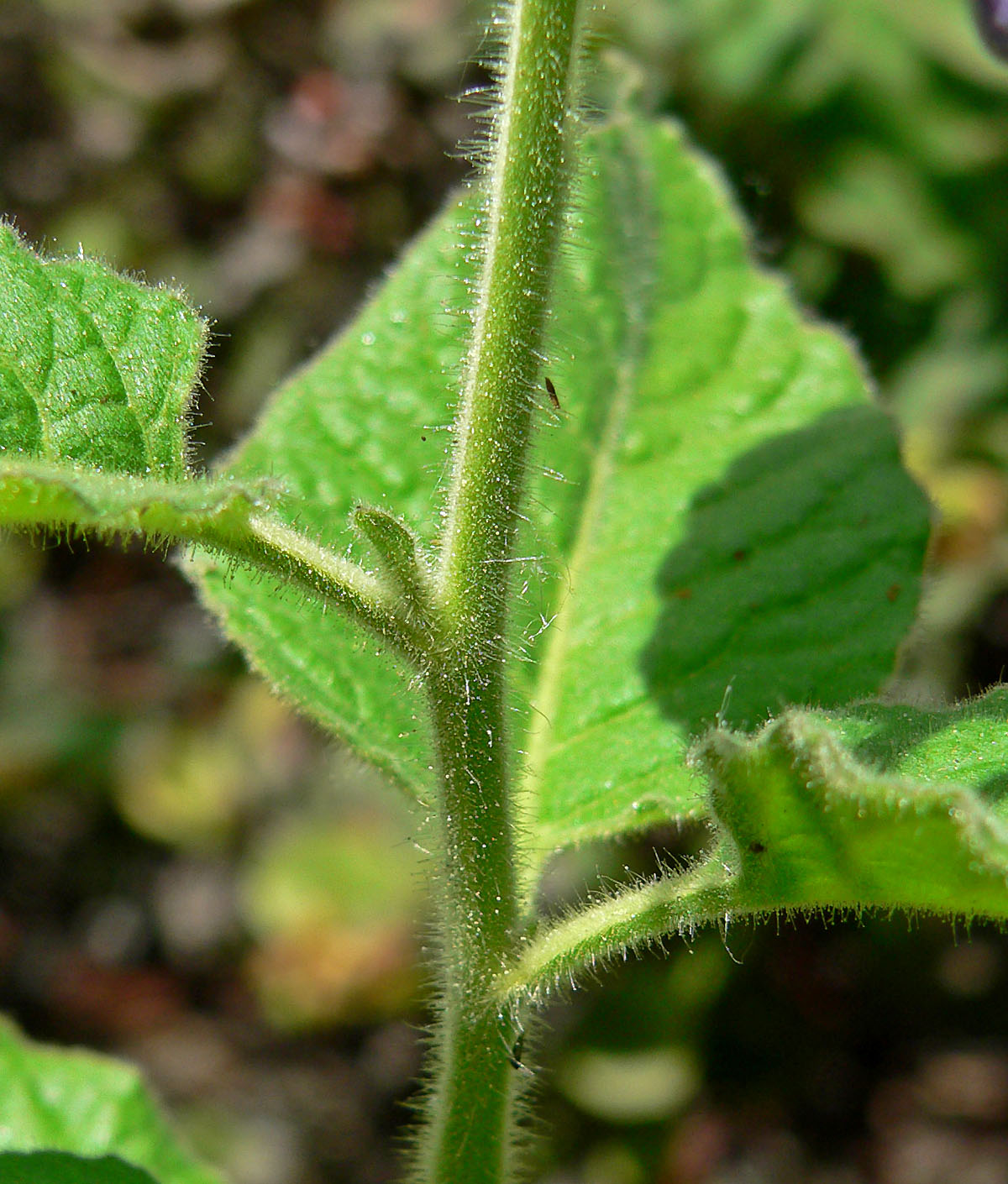